# Middletown (hrabstwo Delaware)
Middletown – miasto w Stanach Zjednoczonych, w stanie Nowy Jork, w hrabstwie Delaware.